# Walter Fitz
Walter Fitz (* 31. Oktober 1921 in Kaiserslautern; † 21. Dezember 1992 in München) war ein deutscher Schlagersänger, Komponist und bayerischer Volksschauspieler.

## Leben
Walter Fitz entstammt der Münchner Künstlerfamilie Fitz. Seine Eltern waren der Autor, Schauspieler und Regisseur Hans Fitz und die Opernsängerin und Schauspielerin Ilse Fitz. Seine Geschwister waren die Volksschauspieler Gerd und Veronika Fitz. Er war mit Molly Fitz-Raffay verheiratet, ihre Tochter ist die Kabarettistin Lisa Fitz. Er starb 1992 in München und wurde auf dem Friedhof in Krailling beigesetzt.

## Karriere
Zu Beginn seiner Karriere trat Fitz mit seiner Frau und seinem Bruder 25 Jahre lang als Trio Fitzett im deutschsprachigen Raum auf. Das Fernsehen entdeckte ihn erst als 60-Jährigen. Er spielte unter anderem in Josef Filser und der Krimireihe Tatort sowie in den Serien Zur Freiheit und Unsere schönsten Jahre mit. In der Serie Löwengrube war er der Vater Soleder an der Seite von Franziska Stömmer. Landesweit bekannt wurde er als Darsteller des ehemaligen bayerischen Ministerpräsidenten Franz Josef Strauß beim alljährlichen Starkbieranstich auf dem Nockherberg in München.

## Filmografie (Auswahl)
- 1979: Der Komödienstadel: Der Geisterbräu (als Rechtsanwalt Dr. Moser)
- 1979–1988: Polizeiinspektion 1 (TV-Serie, sieben Folgen)
- 1980: Der Alte (TV-Serie, eine Folge)
- 1980: Die Undankbare (TV)
- 1981: Ein Kaktus ist kein Lutschbonbon
- 1982: Der Komödienstadel: Die Tochter des Bombardon (als Progoder)
- 1983: Der Depp
- 1983: Derrick (TV-Serie, eine Folge)
- 1984: Franz Xaver Brunnmayr (vier Folgen)
- 1985: Unsere schönsten Jahre (TV-Serie, eine Folge)
- 1985: Tatort: Schicki-Micki (TV-Reihe)
- 1988–1990: Lindenstraße (TV-Serie, drei Folgen)
- 1989: Sturm im Wasserglas
- 1991: Wildfeuer
- 1991: Erfolg
- 1992: Ein Engel für Felix